# Eje Åsbrink
Eileen (Eje) Maria Åsbrink, född 29 augusti 1917 på Djurö, Stockholms län, död 26 maj 2010 på Värmdö, var en svensk målare, tecknare och teckningslärare.
Hon var dotter till Carl Albin Åsbrink och Ebba Maria Johansson. Efter avlagd studentexamen 1937 och teckningslärarexamen från Högre konstindustriella skolan i Stockholm 1941 tjänstgjorde Åsbrink som teckningslärare på olika orter bland annat i Köping och Gällivare. Vid sidan av sitt arbete var hon verksam som konstnär. Separat ställde hon ut i Malmberget 1947 där hon visade upp 115 verk i olika genrer, hon medverkade i Arbetarnas bildningsförbunds konstklubbs utställningar i Gällivare med en serie teckningar som hon utförde under en färd med rajd 1950. 